# Harald Grønfeldt
Harald Grønfeldt (18. juli 1881 København-2. februar 1961) var en af Danmarks hurtigste løbere i slutningen af 1800-tallet og ind i begyndelsen af 1900-tallet. Fra år 1900 til 1904 var han altdominerende i Danmark i tikamp og på distancer fra 100 meter til 1 mile. Han vandt 18 danske meterskab. Han var medlem af Freja København.
Harald Grønfeldt stod blandt en række andre noteret som verdens hurtigste med tiden 10,8 på 100-meteren i 1903, hvilket også var verdensrekord tiden blev dog aldrig ratificeret. Han var udtaget til OL i 1904, han arbejdede som bryggeriarbejder og kunne ikke få fri af sin daværende arbejdsgiver. De tre hurtigste til OL i 1904 var alle amerikanere, hvilket muligvis kan have affødt den lidt bitre kommentar som Ole Skjerk citerer Grønfeldt for i Kampen om Medailler:
"Ganske vist afviste den tidligere eliteløber Harald Grønfeldt i bogen de omfattende trænings- og diætregler, som amerikanske atletiktrænere havde udviklet, med den begrundelse, at de kun passede til idrætsudøvere, som havde hele dagen til deres rådighed. Her i landet gaar det ikke an at opstille en bestemt Tidsinddeling med Hensyn til Maaltider, Hvile el. lign. under Træningen".
Idrætsudøvelse skulle i Danmark ifølge Grønfeldt ikke påvirke dagligdagens struktur.

## Danske mesterskaber
- Guld 1905 Tikamp
- Guld 1904 100 meter 11.4
- Guld 1904 1 mile 4:48.6
- Guld 1904 ¼ mile 55.2
- Guld 1904 ½ mile 2:10.2
- Guld 1904 Tikamp
- Guld 1903 100 meter 10.8
- Guld 1903 1 mile 5:05.5
- Guld 1903 ¼ mile 54.6
- Guld 1903 ½ mile 2:12.2
- Guld 1903 Tikamp
- Guld 1902 1 mile 5:08.4
- Guld 1902 ¼ mile 57.0
- Guld 1902 ½ mile 2:09.4
- Guld 1902 Tikamp
- Guld 1901 ¼ mile 53.2
- Guld 1901 ½ mile 2:09.6
- Sølv 1901 100 meter 12.0
- Guld 1900 150 meter 18.2

## Personlig rekord
- 100 meter: 10,8 5 juli 1903 Aarhus